# Діргамі
Ді́ргамі (ест. Dirhami küla, швед. Derhamn) — село в Естонії, у волості Ляене-Ніґула повіту Ляенемаа.

## Населення
Чисельність населення на 31 грудня 2011 року становила 14 осіб.

## Географія
Село лежить на березі бухти Діргамі Балтійського моря і розташовується на відстані 40 км від Хаапсалу та 25 км на північ від Пюрксі.
Через населений пункт проходить автошлях 16127 (Ріґулді — Діргамі).

## Історія
З 1998 року для села затверджена друга офіційна назва шведською мовою — Derhamn.
До 21 жовтня 2017 року село входило до складу волості Ноароотсі.